# Be Best
Будь лучшим (англ. Be Best) — кампания, продвигаемая Меланией Трамп, первой леди Соединённых Штатов, которая уделяла особое внимание подростковым проблемам, в особенности, кибербуллингу.

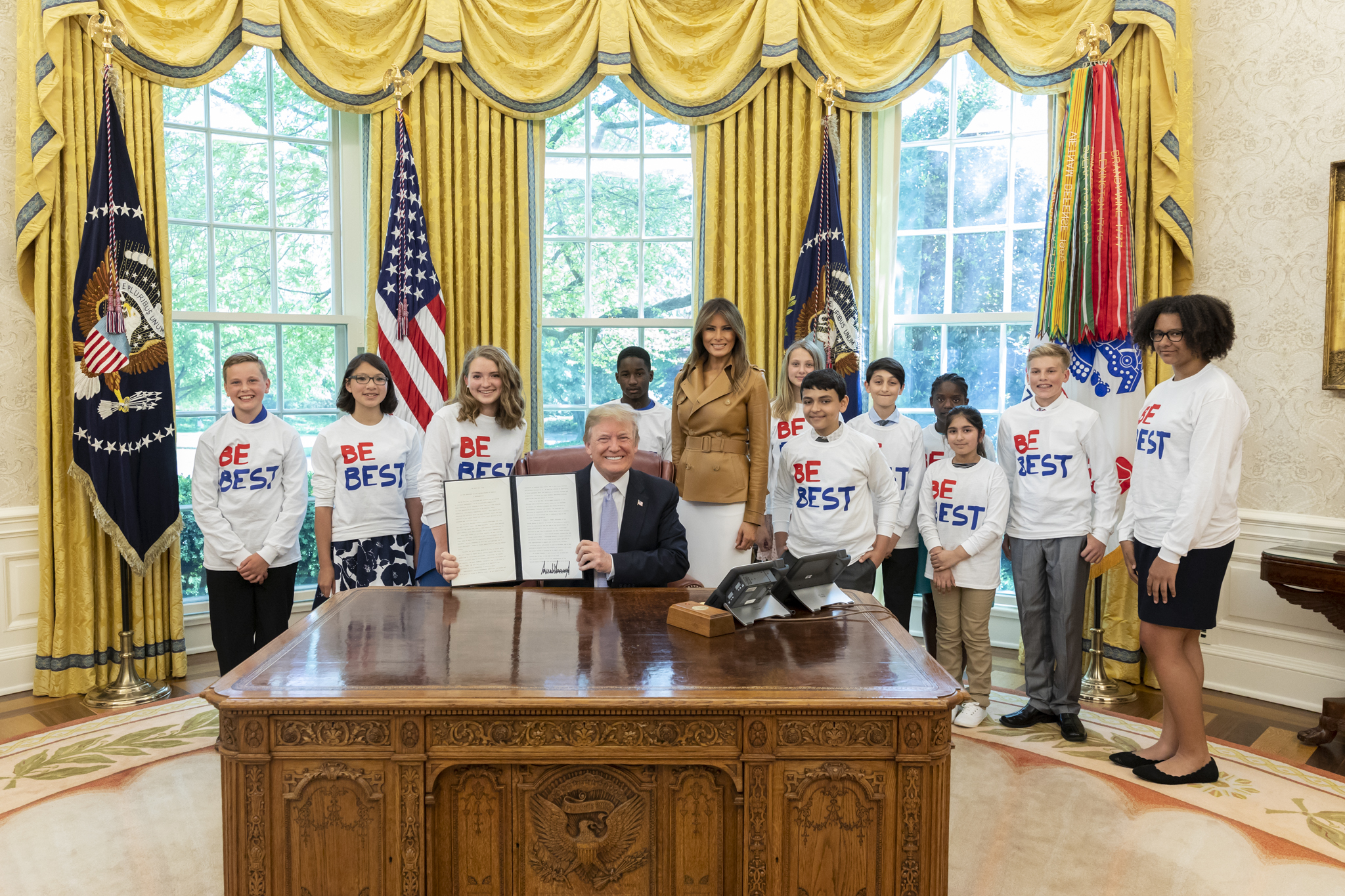
Дональд и Мелания Трамп в Овальном кабинете во время анонса предстоящей кампании первой леди США с школьниками

Логотип кампании

## Кампания
Мелания Трамп выступила с инициативой под названием «Будь лучшим». 
7 мая 2018 года первая леди официально представила кампанию общественности. После её выступления в Розовом саду Белого дома Дональд Трамп подписал декларацию, в которой приурочил день 7 мая ко дню старта кампании. В отличие от инициатив предыдущих первых леди (таких как «Let's Move!» Мишель Обамы или «Просто скажи «нет» Нэнси Рейган), «Be Best» подразумевала более широкий охват социальных проблем. Кампания была направлена на физическое и эмоциональное благополучие, а также выступала против кибербуллинга и зависимости от опиоидов.
Инициатива ознаменовалась очень медленным стартом, связанным с тем, что Мелания была вынуждена перенести операцию на почке спустя неделю после начала кампании. В течение следующих нескольких недель она не появлялась на публике. 24 июля 2018 года Трамп посетила детскую больницу Монро Карелла-младшего в Нашвилле, где уделила внимание детям с неонатальной абстиненцией. 6 августа 2018 года она написала в твиттере: 

«В этом месяце многие молодые люди #Backtoschool (рус. #Возвращаютсявшколу). С наступлением нового учебного года, готовы ли вы стать лучшей версией себя? #BeBest (рус. #Будьлучшим)»

20 августа 2018 года Мелания выступила на форуме, посвящённом проблемам кибербуллинга.
В течение первого года реализации инициативы она неоднократно продвигала «Be Best» лично на мероприятиях в Оклахоме, Вашингтоне и Неваде. Мелания была промоутером кампании в своих зарубежных поездках в Гану, Малави, Кению и Египет.